# Instituto de Medicina Tropical de Amberes
El Instituto de Medicina Tropical de Amberes (IMT), anteriormente conocido como Instituto Príncipe Leopoldo de Medicina Tropical, es una institución investigadora situada en Amberes, Bélgica. El IMT es una de las instituciones líderes a nivel mundial en formación e investigación en el campo de la medicina tropical y en la organización los sistemas de salud de los países desarrollados. EL IMT ofrece también servicios médicos ambulatorios, clínicos y de prevención en patologías tropicales y en enfermedades de transmisión sexual.
EL IMT goza de una gran reputación en investigación médica, medicina del viajero, salud pública y en enfermedades tropicales poco conocidas. Peter Piot y otros investigadores del IMT fueron los primeros en demostrar que el sida era una enfermedad tropical originada en África. El IMT ha sido reconocido por la Organización Mundial de la Salud como centro de referencia en la investigación sobre el sida. Igualmente también es centro de referencia nacional e internacional para determinadas enfermedades tropicales. Dentro del IMT, en torno a 400 científicos y técnicos trabajan en investigación sobre patógenos, pacientes y población. Anualmente en torno a 500 doctores, enfermeros y científicos reciben formación avanzada; y unos 120 investigadores completan sus estudios de doctorado en la institución. Los servicios médicos ofrecidos por el IMT atienden cada año unas 35 000 consultas. La institución también dispone de un sitio web, www.travelhealth.be, que recibe más de 100 000 visitas anuales. De las publicaciones del IMT, un 75% de ellas aparecen en el top-25% de las investigaciones de su campo. El IMT también desempeña una labor de asistencia a los programas sanitarios de países en desarrollo, siendo parte de una extensa red de instituciones involucradas en la lucha contra enfermedades tropicales en África, América del Sur y Asia.

## Departamentos
Desde 2012 el Instituto de Medicina Tropical de Amberes se estructura en tres departamentos:
- Departamento de Ciencias Biomédicas.
- Departamento de Ciencias Clínicas.
- Departamento de Salud Pública.